# Nevada City
Nevada City est une ville américaine siège du comté de Nevada, en Californie. Elle se situe à 97 km au nord-est de Sacramento. Sa population s’élevait à 3 068 habitants lors du recensement de 2010, estimée à 3 136 habitants en 2017.

## Démographie
| 1880  | 1890  | 1900  | 1910  | 1920  | 1930  |
| ----- | ----- | ----- | ----- | ----- | ----- |
| 4 022 | 2 524 | 3 250 | 2 689 | 1 782 | 1 701 |

| 1940  | 1950  | 1960  | 1970  | 1980  | 1990  |
| ----- | ----- | ----- | ----- | ----- | ----- |
| 2 445 | 2 505 | 2 353 | 2 314 | 2 431 | 2 855 |

| 2000  | 2010  | - | - | - | - |
| ----- | ----- | - | - | - | - |
| 3 001 | 3 068 | - | - | - | - |

## Personnalités liées à la commune
Le futur sénateur de Californie Aaron A. Sargent (1827-1887) s'est tout d'abord installé avec son épouse Ellen Clark Sargent (1826-1911) à Nevada City dans les années 1850. C'est dans cette ville que sa carrière d'avocat débute en 1854 avant de devenir procureur du comté de Nevada City.